# 河俣心海
河俣 心海（かわまた ここみ、2006年9月19日 - ）は、日本の女子バレーボール選手である。

## 来歴
東京都出身。小学5年生でバレーボールを始める。
2022年4月に下北沢成徳高等学校に進学。同年6月、第14回アジアU18選手権代表に選出され、優勝を経験した。
2024年の第76回全日本高等学校選手権大会（春高バレー）では決勝に進出するも、就実高等学校に敗れ準優勝となった。同年は全国高校選抜に選出され、海外遠征に参加。
2025年の第77回全日本高等学校選手権には、東京都大会で秋本美空擁する共栄学園高等学校を破り第一代表として出場。2024年インターハイ優勝の金蘭会高等学校に準決勝で勝利し決勝に進出するも、共栄学園に敗れ2年連続の準優勝となった。
2025年1月16日、秋本・矢田和香とともにSVリーグのヴィクトリーナ姫路との選手契約締結が発表された。3月16日の2024-25シーズン第19節デンソーエアリービーズ戦で内定選手として初出場を果たし、2得点を記録した。
2025年、日本代表登録メンバーに初選出された。

## 球歴
- U18日本代表
  - アジアU18選手権 - 2022年（優勝）
- 日本代表（2025年）

## 所属チーム
- 世田谷区立北沢中学校（2019-2022年）
- 下北沢成徳高等学校（2022-2025年）
- ヴィクトリーナ姫路（2025年-）